# Frans av Assisi
Frans av Assisi, Hertig av Cadiz, född 13 maj 1822 på Palacio Real de Aranjuez, död 17 april 1902 i Paris, var Spaniens kungagemål mellan 1846–1868 och gift med regerande drottning Isabella II.

## Biografi

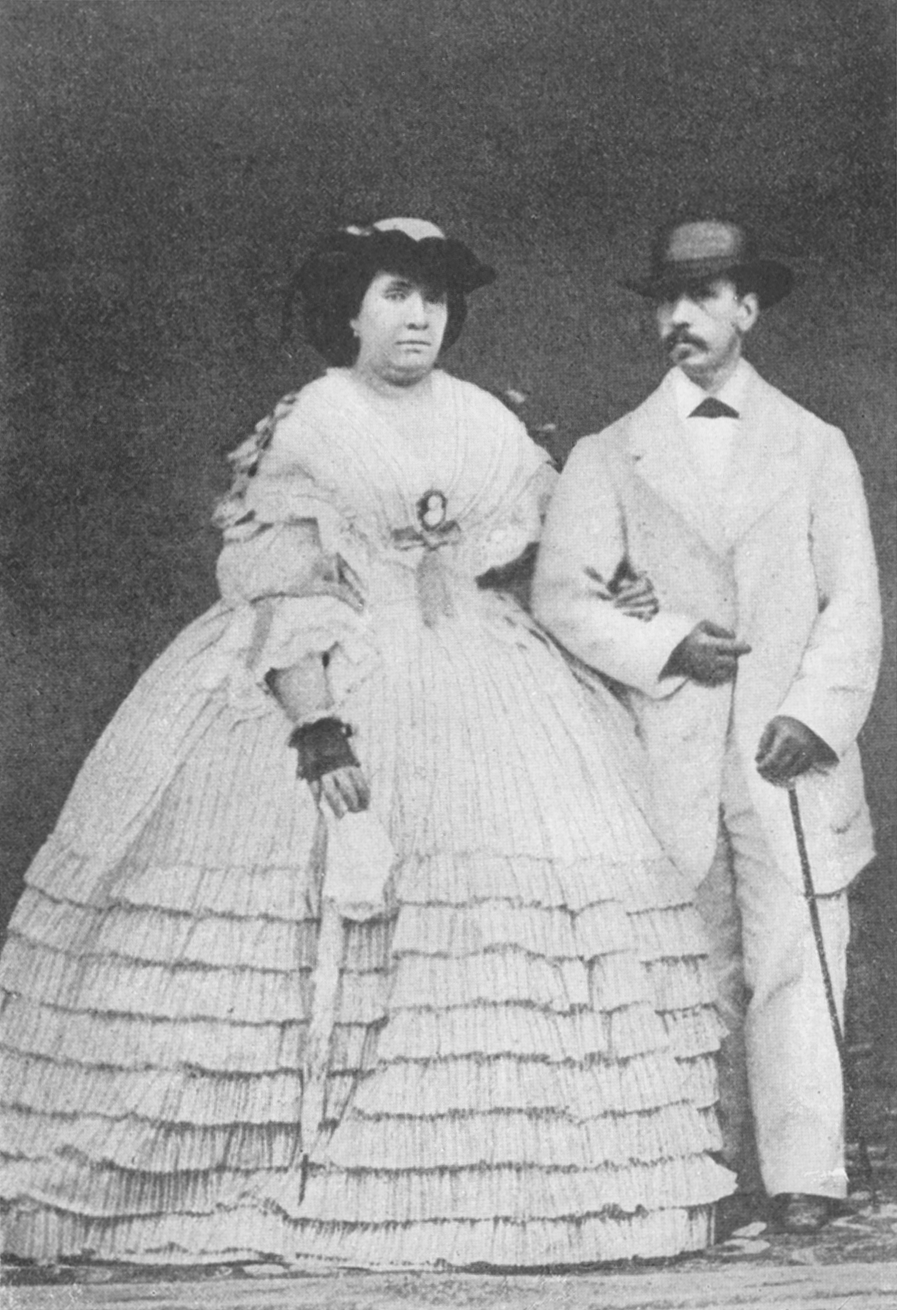
Drottning Isabella och Frans av Assisi

Son till prins Francisco de Paula av Spanien och Luisa Carlotta av Bägge Sicilierna. Han blev gift med sin dubbelkusin Isabella 1846; båda deras föräldrar var syskon. Isabella sägs dock föredragit hans yngre bror.
Frans har ofta ansetts vara antingen homosexuell eller impotent och flera av deras 9 barn har ansetts ha en annan biologisk far. Frans agerade 1864-68 rådspresident. Han följde 1868 Isabella i exil till Frankrike, där de separerade, men med tiden blev vänner. Frans levde resten av sitt liv i Frankrike under namnet greven av Moratalla.